# Silence et Cri
Pour plus de détails, voir Fiche technique et Distribution.
Silence et Cri (Csend és kiáltás) est un film hongrois réalisé par Miklós Jancsó, sorti en 1968.

## Synopsis
Août 1919, alors que la République des conseils est renversée, un jeune partisan trouve refuge auprès de deux paysannes.

## Fiche technique
- Titre : Silence et Cri
- Titre original : Csend és kiáltás
- Réalisation : Miklós Jancsó
- Scénario : Miklós Jancsó et Gyula Hernádi
- Pays d'origine : Hongrie
- Format : Noir et blanc - 2,35:1 - Mono - 35 mm
- Genre : Drame, historique
- Durée : 73 minutes
- Date de sortie : 1968

## Distribution
- Mari Törőcsik : Teréz
- József Madaras : Károly
- Zoltán Latinovits : Kémeri
- Andrea Drahota : Anna
- András Kozák : István
- István Bujtor : Kovács II.
- Ida Siménfalvy : mère de Teréz
- János Koltai : le paysan
- Sándor Siménfalvy : vieux paysan
- Kornélia Sallay : tante Veronika
- János Görbe : le berger
- László Szabó : le détective
- Philippe Haudiquet : le photographe